# Noirval
 Noirval  es una población y comuna francesa, en la región de Champaña-Ardenas, departamento de Ardenas, en el distrito de Vouziers y cantón de Le Chesne.
Está integrada en la Communauté de communes de l'Argonne Ardennaise.

## Demografía
| 139 | 138 | 125 | 163 | 160 | 169 | 166 | 179 | lac. | lac. | 156 | 124 | 147 | 128 | 124 | 123 | 117 | 106 | 98 | 87 | 81 | 79 | 80 | 70 | 52 | 69 | 80 | 75 | 50 | 42 | 47 | 27 | 33 | 34 |
| Para los censos de 1962 a 1999 la población legal corresponde a la población sin duplicidades (Fuente: INSEE [Consultar]) |     |     |     |     |     |     |     |      |      |     |     |     |     |     |     |     |     |    |    |    |    |    |    |    |    |    |    |    |    |    |    |    |    |